# 古谷あゆみ
古谷 あゆみ（ふるたに あゆみ、7月12日 - ）は、日本の女性声優。滋賀県出身。
以前はブリングアップ、ぐるーぷ・インパクトに所属していた。

## 出演作品

### テレビアニメ
1999年
- メダロット（子分）

2000年
- メダロット魂（キントラ）

2001年
- こちら葛飾区亀有公園前派出所（石頭駐車禁止）

2002年
- こちら葛飾区亀有公園前派出所（タカハシ、三郎）

2003年
- こちら葛飾区亀有公園前派出所（大介）
- ボンバーマンジェッターズ（ビンゴ）

2004年
- Get Ride! アムドライバー
- こちら葛飾区亀有公園前派出所（トメ）

2006年
- 妖怪人間ベム（おばさん）

### ボイスオーバー
- ひみつのアラシちゃん!

### ドラマCD
- 攣愛（れんあい）感情

### 舞台
- MIINA PRODUCE
  - 民法732.5条 男の浮気 女の浮気 どっちが罪が重いか
- 「スペインの赤い花〜カルメンより（ダンサー）
- アルターエゴプロデュース　ミュージカル
  - マザー -This is love.-
- MPショーケース
  - ゆたんぽぽ（ハマエ）
  - 最後のゲーム（女4〈妹〉）
- 劇団アルターエゴ 
  - 人命救助法（先生甲）
  - 金壺親父恋達引（桜）
  - 十二夜-愛という名の病気-（マルヴォーリオ）
  - スタートリック
  - 血の婚礼（母親）
  - 女の平和（ラムピトー）
  - HAKKENDEN2005（キグナス礼子）
  - なが靴をはいたメモワール（カレーの子）
  - 踊るべき子供たち
  - ベルナルダ・アルバの家（ポンシア）